# Жовтень (кінотеатр, Київ)
«Жо́втень»(ТОВ «Кіноман») — шестизальний кінотеатр в історичній частині Києва, на Подолі.  Кінотеатр розташований у своєму первинному приміщенні за адресою: вул. Костянтинівська, 26, м. Київ (Україна), станція метро «Контрактова площа». У минулому комунальний кінотеатр Києва, що розпочав роботу в 1931 році під назвою «Дев'яте Держкіно».
З 2000—2018 рік керівником кінотеатру «Жо́втень» була Людмила Горделадзе, а з травня 2018 року й дотепер — директором кінотеатру є Юлія Антипова.

## Назва
- 1930—1941 — «Дев'яте Держкіно»
- 1941—1943  — «Глорія»
- з 1943 — «Жо́втень».

## Загальна інформація
29 січня 1931р. — у кінотеатрі відбувся перший показ. Прем'єрним фільмом став «Гегемон» Миколи Шпиківського виробництва Київської кінофабрики.
За час свого існування «Жовтень» жодного разу не змінював свого призначення. У роки німецької окупації будівля зберегла призначення — тільки назва змінилася на «Глорію». А в 1943 році, після встановлення у Києві радянської влади, кінотеатр отримав свою нинішню назву. Російська назва — «Октябрь»— так і не прижилася.
Особливістю репертуарної політики кінотеатру — є особлива увага до вітчизняного кінематографу. На великих екранах мали змогу представляти свої роботи широкій аудиторії як режисери-початківці, так і корифеї українського кінематографу.
Важливою частиною роботи колективу кінотеатру є благодійна діяльність. Кінотеатр працює з дитячою і молодіжною аудиторією, організовує просвітницькі заходи в галузі кіно і культури.
З 2007 року кінотеатр «Жовтень» є учасником програм Міжнародної мережі кінотеатрів «Європа Сінема», чим доводить відповідність рівня своїх послуг міжнародним стандартам. Діяльність цієї організації спрямована на підтримку і сприяння арткінотеатрам Європи і світу. З 1 січня 2021 року «Жовтень» є дійсним членом мережі цієї організації. «Жовтень» — єдиний кінотеатр в Україні, що синхронізує свою роботу з європейською кінотеатральною спільнотою і, починаючи з 2017 року, бере участь в міжнародному фестивалі «День арт-кіно Європи», що проходить під егідою Міжнародної конфедерації артхаусних кінотеатрів (CICAE) в партнерстві з асоціацією «Європа Сінема».

## Культурна місія кінотеатру
Найвизначнішими післявоєнними подіями у «Жовтні» стали День українського кіно (1 серпня 1968 року), Фестиваль радянських фільмів (21—30 травня 1966 року), Фестиваль дружби радянської та болгарської молоді (1971 рік) тощо.
У своїй новітній історії, що веде відлік від 2000 року кінотеатр зайняв особливу нішу в кінематографічному просторі — він став «кінодомом», куди глядачі приходять за найкращими зразками світового та національного кіно, різноманітними фестивальними програмами, передпрем'єрними показами. Тут проходять творчі зустрічі та ретроспективи фільмів.
Сьогодні кінотеатр продовжує політику поєднання мейнстриму та артхаусного кіно з націленістю на європейське та українське кіно. У 2019—2020 роках продемонстровано понад 50 нових українських фільмів, практично всі, що були випущені на екрани країни. Регулярно проводяться творчі зустрічі з діячами українського кіно, лекції по кіномистецтву, майстер-класи професіоналів кіно. На афішах змінювали одна одну події — Тижні турецького і французького, японського і чеського, бразильського та ірландського кіно, фестивалі «Молодість» і «Док-майдан», «Best of WIZ-ART» і покази короткометражних фільмів.  Кінотеатр заслужено став місцем зустрічей друзів та однодумців, поціновувачів кіно та діячів мистецтва.

### Історичні факти
- До 25-річчя кінотеатру, що відзначалося 8 листопада 1955 року, залу «Жовтня» вперше в Україні було обладнано для показу широкоекранних фільмів.
- У 2004-му в «Жовтні» з'явилася стіна-колаж з фотопортетами українських кінематографістів та знакових фігур іноземного і радянського кіно. Створили її з нагоди відкриття зали «Кіноман» поряд із цим залом.
- З 2007 по 2011 рік кінотеатр брав участь у програмах асоціації «Європа Сінема», чим підтверджувалася відповідність його роботи європейським стандартам якості послуг у сфері кіно.
- Станом на кінець жовтня 2014 р. в кінотеатрі функціювало шість залів «Гегемон» на 400 місць, «Кіноман» (175), «Аншлаг» (70), «Класік» (50), «Сеанс» (22), «Солодке життя» (20), а також конференц-зала. Після відбудови кількість крісел у кінозалах змінилася. Наприклад, у залі «Аншлаг» їх тепер 55.
- У жовтні 2014-го кінотеатр було підпалено. Внаслідок пожежі та пошкодження водою під час її ліквідації будівля зазнала значних руйнувань. Замовників підпалу так і не знайшли.
- Справа відновлення «Жовтня» згуртувала представників влади, громадських активістів і компанії комерційного сектора
- Після відбудови у жовтні 2015 року у  кінотеатрі у демонструвався фільм «Юність» Паоло Соррентіно. Стрічка зібрала в прокаті рекордну кількість глядачів за десять років прокату авторського кіно у «Жовтні» — 10 100.
- У 2017 році на базі кінотеатру створена кінодистрибуційна компанія «Жовтень-прокат»[1][2], що спеціалізувалася на українському артхаусному кіно. За її участю в український прокат вийшли фільми «Стрімголов» (2017), «Іній» (2017) та «Зрадник» (2017).

### Українське кіно у репертуарі «Жовтня»
Особливістю репертуарної політики кінотеатру є націленість та особливий інтерес до вітчизняного кінематографу. Тут на великих екранах мали змогу представити свої роботи широкій аудиторії як режисери-початківці, так і корифеї українського кінематографу. Шанувальникам українського кіно запам'яталася подія кінця 2005 року, коли у «Жовтні» було організовано кіновернісаж Богдана Ступки, а гостями геніального українця стали Микита Міхалков і Сергій Лазарук, Станіслав Говорухін і Олександр Роднянський, Павло Чухрай і Михайло Єфремов, Тігран Кеосаян і Альона Хмельницька.
На початку 2011 року «Жовтень» святкував своє 80-річчя і до цієї нагоди приурочили прем'єрний показ фільму «День Переможених» за мотивами роману Володимира Яворівського «Криза». В середині того ж року відбувся показ фільмів з нагоди 70-річчя від дня народження видатного українського кіномитця Івана Миколайчука. У жовтні 2011 року в стінах кінотеатру пройшла художня виставка «УКР-КІНО-АРТ» — таким форматом вдалося зацікавити і поціновувачів кіно, і любителів живопису, графіки, скульптури. Наприкінці того ж року кінотеатр відвідав Польсько-Український Мандрівний Кінофестиваль «БО!».
2012 рік «Жовтень» стартував всеукраїнською прем'єрою фільму Михайла Іллєнка «ТойХтоПройшовКрізьВогонь». Під час показу глядачі могли долучитися до спілкування з учасниками творчої групи. В такому ж «живому» форматі відбувалася і прем'єра українського фільму «Чемпионы из подворотни». На початку вересня у кінотеатрі проходив День українського кіно, головною подією якого стала чорно-біла стрічка Єви Нейман «Будинок з башточкою». Наприкінці року своїм гостям «Жовтень» показав альманах українських короткометражних фільмів «Україно, ґудбай!».
2013 року відбулася прем'єра та ексклюзивний прокат анімаційного фільму Олександра Бубнова «Шерлок Холмс та чорні чоловічки». Тієї ж зими тут відбулася прем'єра фільмів Маргарити Майорової «Не бійся, я поруч» і Валентина Васяновича «Звичайна справа». Наприкінці весни — на початку літа 2013 року «Жовтень» показував альманах українських короткометражних фільмів «Українська нова хвиля», а влітку 2013 року тут відбулася гучна київська прем'єра фільму «Хайтарма». Жовтень володів правом ексклюзивного прокату фільму.
На ювілейному вечорі до 85-річчя у «Жовтні» вперше в історії українських кінотеатрів відбулася презентація для широкої аудиторії проєктів кінопрокатних стрічок, виробництво яких перебуває на стадії завершення. Тут були представлені майбутні фільми «Виграти все», «Джамала», «Жива», Let Dance, «Моя бабуся Фанні Каплан», «Рівень чорного», «Чунгул», «Правило бою», «Сторожова застава», «Червоний», «Микита Кожум'яка», та «Козаки. Футбол» виробництва «Укранімафільм».
Щотижня у кінотеатрі виходять українські стрічки. У 2016-му в кінотеатрі пройшли пітчинги  —  Другий етап Дев'ятого конкурсного відбору кінопроєктів, які претендують на включення до Програми виробництва та розповсюдження національних фільмів на 2016/2017 рр. Саме у «Жовтні» вперше в історії велася онлайн-трансляція презентацій проєктів.

## Підпал кінотеатру у жовтні 2014 року
29 жовтня 2014 року о 21:25 за київським часом, у київському кінотеатрі «Жовтень» в рамках міжнародного кінофестивалю «Молодість» розпочався показ фільму «Літні ночі» з програми «Сонячний зайчик» («Sunny Banny»), присвяченої ЛГБТ-тематиці. За словами очевидців, за кілька хвилин від початку сеансу невідомі, що сиділи попереду, кинули на задні ряди димово-вогневу шашку й швидко залишили приміщення. У залі «Гегемон» виникло загоряння, котре призвело до масштабної пожежі. Локалізувати пожежу на площі 300 м² рятувальники змогли вже у четвер 30 жовтня о 1:40, а повністю ліквідувати — лише за добу. Вогонь ушкодив покрівлю та перекриття даху будівлі, суттєво постраждали також технічні приміщення кінотеатру і кінотехнологічне обладнання.
Після пожежі зникло створене у 1929/1930 роках конструктивістське арткафе, яке до пожежі існувало на першому поверсі, на розі Костянтинівська 26 / Щекавицька 10, було втрачено його художнє оздоблення.

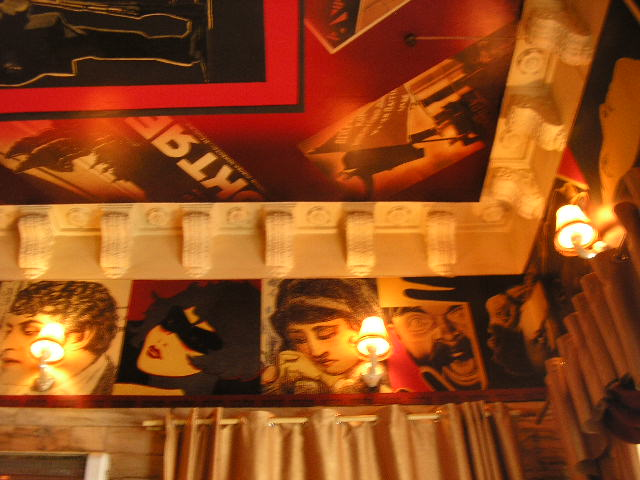
21 травня 2007 року
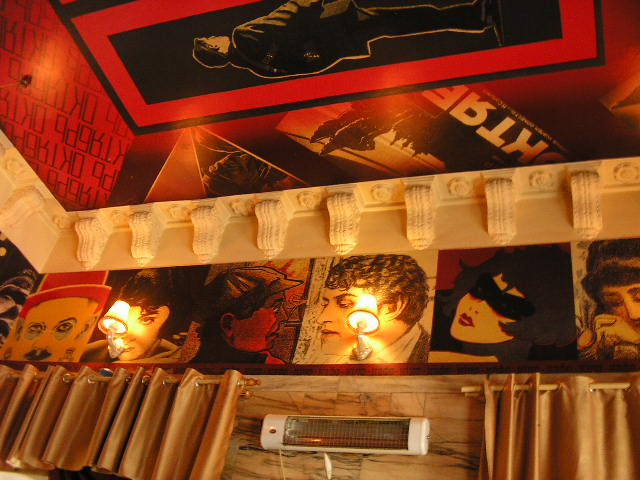
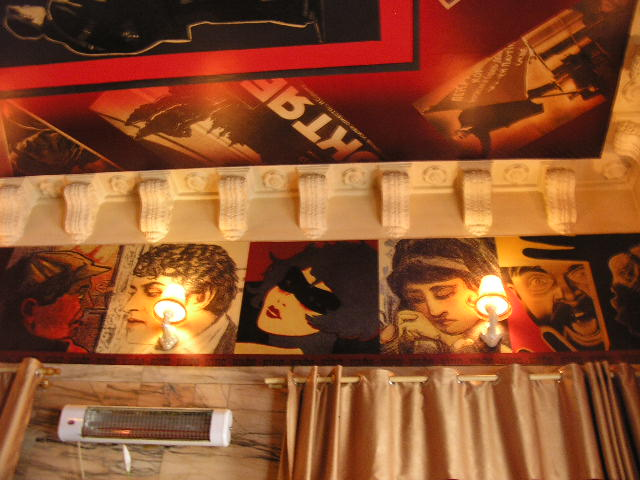
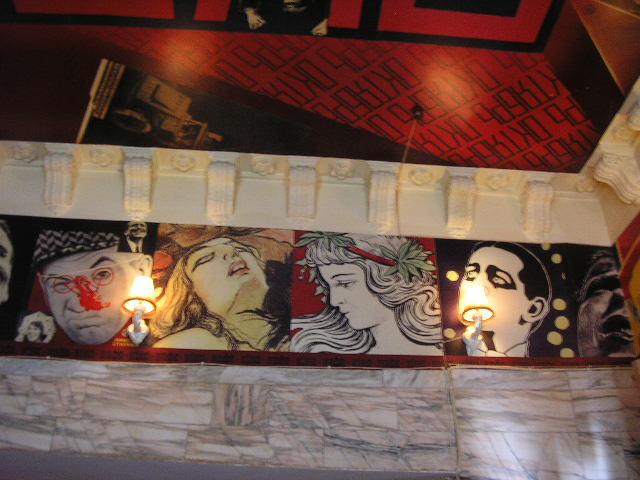
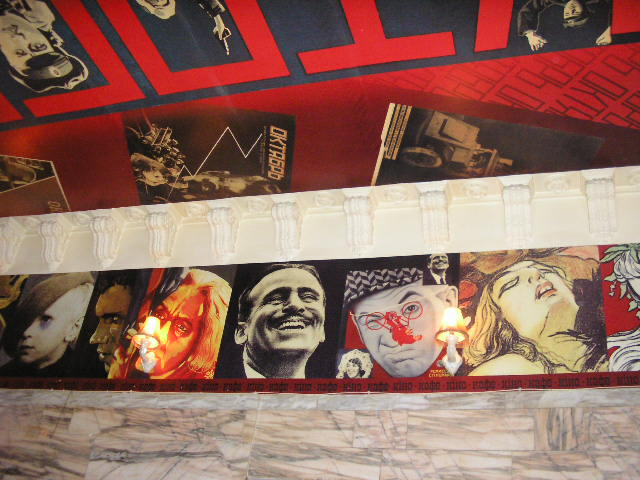
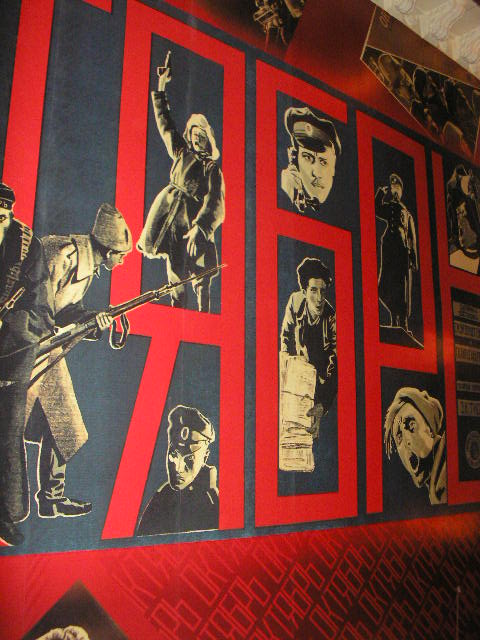
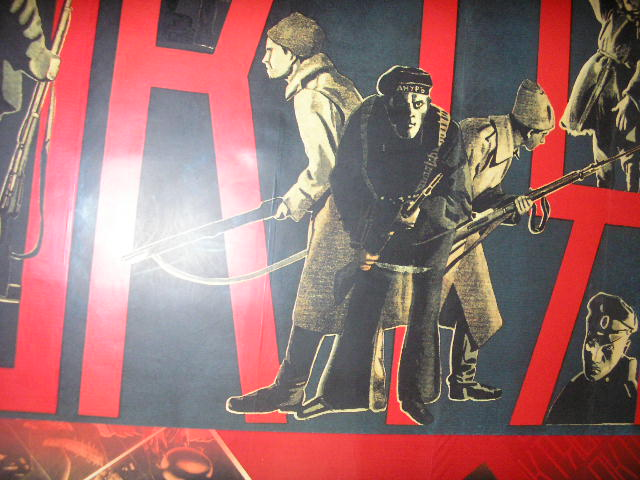
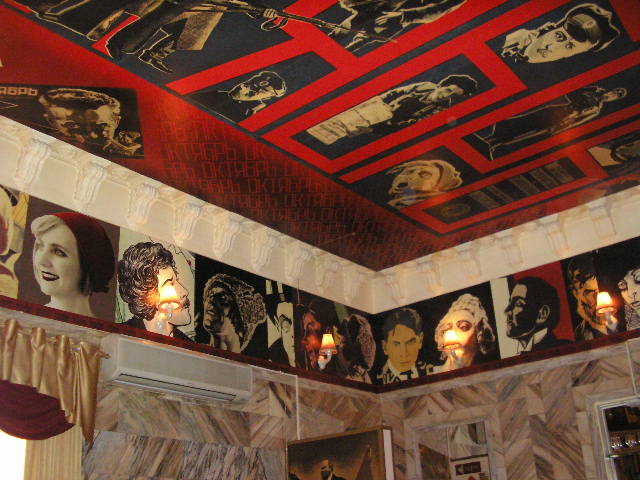
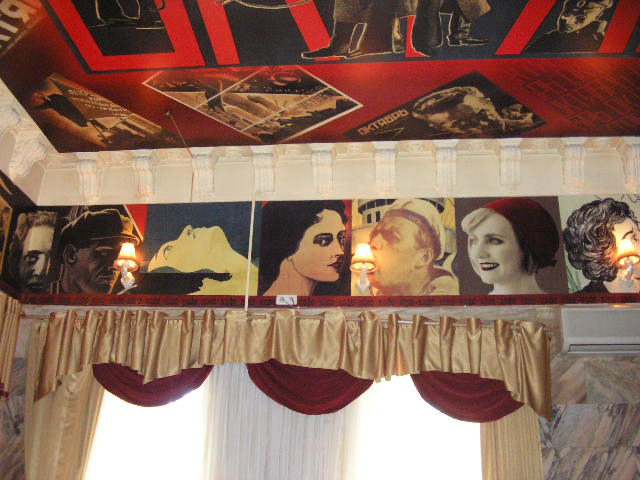

## Відбудова «Жовтня»
Київським міським Головою Віталієм Кличком було запропоновано відновити «Жовтень» спільними зусиллями — міської влади і громади. Після ухвалення рішення депутатами Київради це завдання віднесено до програм фінансування з міського бюджету. Для збору благодійних пожертв для відновлення кінотехнологічного обладнання було створено благодійну організацію «Благодійний фонд підтримки кінотеатру „Відновимо разом“» на чолі з Людмилою Горделадзе. Метою був збір коштів на відновлення роботи кінотеатру як закладу культури (придбання цифрових кінопроєкторів, комплектів звукового обладнання та глядацьких крісел).
Приблизна вартість відновлення кінотеатру була оцінена у $ 2,5 млн. У бюджеті Києва на 2015 рік спочатку була закладена сума 12 млн грн. Проєкт реконструкції будівлі затверджено Розпорядженням Київміськадміністрації 14 травня 2015 року. Кошторис склав 53 млн грн.[2] 30 липня Київрада на сесійному засіданні 79 голосами прийняла зміни до бюджету м. Києва на 2015 рік, де на реконструкцію кінотеатру було виділено додатково 41 млн грн. (крім 12 млн грн., які закладалися в бюджет попередньо). Збільшення обсягу фінансування було зумовлене інфляцією, зростанням вартості будівельних робіт та матеріалів та додатковий обсяг робіт на об'єкті через поганий технічний стан його конструкцій та необхідність приведення цього закладу культури до нових сучасних будівельних вимог.
30 червня 2015-го КП «Житлоінвестбуд-УКБ» (Замовник реконструкції) за результатами тендеру уклало угоду з ПАТ «Завод залізобетонних конструкцій ім. Світлани Ковальської» щодо реконструкції кінотеатру «Жовтень». План реконструкції передбачав відновлення будівлі кінотеатру, облаштування двору, зелених насаджень та проведення комунікацій. Вартість угоди склала 49,90 млн грн.
Після пожежі депутат Київської міської ради Дмитро Гордон на сесії Київради запропонував присвоїти кінотеатру статус пам'ятки архітектури місцевого значення, а зеленій території навколо «Жовтня» — статус сквера. Депутат пояснив свої ініціативи бажанням унеможливити «крадіжку» кінотеатру, виведення його з комунальної власності при проведенні реконструкції та відновлювальних робіт. Це викликало велику дискусію в суспільстві і навіть обурення громадськості, адже ці ініціативи насправді тільки гальмували процес відновлення кінотеатру, заважали проведенню підготовчих і проєктних робіт. Активісти пікетували сесію Київської міської ради з вимогою відбудувати кінотеатр «Жовтень» і не відволікатися на популістські заходи.[3]
Разом з тим в грудні 2014 року Київрада прийняла в першому читанні резолюцію рекомендувати відповідним структурам КМДА розглянути питання надання будівлі кінотеатру «Жовтень» статусу пам'ятки історії після відбудови кінотеатру, а також створення довкола кінотеатру рекреаційної зони включно з сквером[4].

### Громадська кампанія з відновлення кінотеатру
Вже за годину з початку пожежі в ніч з 29 на 30 жовтня Зорян Кісь створив у фейсбуці подію «Поверни Жовтень» (#SAVEZHOVTEN), до якої приєдналося майже сім тисяч людей. Одним з перших до акції приєднався Сергій Щелкунов, який взяв на себе частину роботи з координування руху. Хештег #savezhovten став популярним та швидко поширився вже в перший день після пожежі[5].
Наступного дня, 30 жовтня в Домі архітектора зібралась робоча група із представників архітектурної спільноти, ЛГБТ, самооборони Майдану та урбаністів різних регіонів України. Модератором виступила культурологиня, активістка Надія Парфан. Підсумком роботи групи стало розподілення обов'язків активістів та перелік сформульованих вимог, котрі і були озвучені під час першої акції на підтримку «Жовтня»:
1. Проведення ефективного й прозорого слідства та залучення до відповідальності замовників і виконавців підпалу кінотеатру «Жовтень».
2. Виділення коштів із міського бюджету на відновлення приміщення кінотеатру.
3. Відновлення приміщення, згідно з оригінальним проєктом та цільовим призначенням кінотеатру.
4. Надання ТОВ «Кіноман» (оператору кінотеатру) можливості укласти угоду оренди на прозорих умовах.
5. Надання гарантій в тому, що кінотеатр разом із ділянкоюне буде передано у власність комерційним структурам.
6. Озвучення конкретних кроків із захисту культурного та історичного спадку Києва.

31.10.2014 відбулась перша акція на підтримку кінотеатру. Вночі перед початком акції депутат Київради Юрій Левченко телефоном повідомив Сергія Щелкунова, що депутатів Київради примусово збирають у приміщенні Київської міської адміністрації за адресою м. Київ, вул. Хрещатик, 36, неподалік від проведення мітингу, хоча до цього всі засідання проходили у приміщенні ЦВК за адресою м. Київ, пл. Л. Українки,1.
Було призначено нараду за півгодини до мітингу. Також на вулиці поблизу зібрання активістів було встановлено колонки зі здатністю передавати сигнал з приміщення колонної зали, де відбувалось зібрання депутатів Київради. Під час інтерв'ю журналістів із активістами спеціалізована автівка, обладнана потужною акустичною системою, яка була припаркована біля адміністрації, намагалась заглушити акцію[6]. 
Підсумком заходу зібрання депутатів Київради була прийнята резолюція, що включала в себе наступні пункти:
1. Звернутись до Генеральної прокуратури України із вимогою термінового розслідування факту умисного підпалу кінотеатру «Жовтень».
2. Звернутись до Міністерства внутрішніх справ України відносно проведення розслідування та розроблення загальної програми посилення рівню безпеки у громадських місцях під час проведення масових заходів.
3. Надати гарантії киянам щодо збереження кінотеатру «Жовтень», відновлення його діяльності в найкоротший строк. Будь-які спроби перепрофілювати даний центр будуть припинені київською міською владою.
4. Враховуючи широку громадську підтримку зі збереження кінотеатру «Жовтень» та необхідність термінового залучення коштів, депутати ініціюють створення благодійного фонду «Відновимо разом». Очолити цей фонд запропоновано директору кінотеатру Людмилі Горделадзе.
5. Департаменту фінансів КМДА терміново знайти джерела фінансування для відновлюваних робіт у кінотеатрі «Жовтень».
6. Передбачити в рішенні Київради передачу Цілісного майнового комплексу кінотеатру «Жовтень» в оренду ТОВ «Кіноман», що створено членами трудового колективу кінотеатру, та звільнення підприємства від орендної платні на термін проведення робіт з відновлення кінотеатру.

Після цих депутатських зборів депутат Дмитро Гордон розпочав збір підписів мешканців Подільського району за те, що Подільська громада «уповноважує» депутата Гордона «очолити рух за відновлення кінотеатру „Жовтень“ та надання йому статусу пам'ятки архітектури».
«5 канал» став свідком інциденту між Дмитром Гордоном та одним із громадських активістів. На зауваження Сергія Щелкунова, що депутат не знає площі кінотеатру, Гордон відреагував[7] нецензурною лайкою і погрозами в бік активіста[8].
12.11.2014 відбулась друга акція на підтримку кінотеатру. Активісти провели захід на захист «Жовтня» під гаслом «Досить говорити, час діяти!». Головною метою акції було домогтися від депутатів Київради прийняття рішення, яке би відповідало резолюції від 31.10.2014, а також не допустити прийняття рішення на користь проєкту, висунутого депутатом Д. Гордоном. Учасники акції вимагали від влади конкретних кроків, зокрема, гарантій, що бюджетні кошти та кошти, компенсовані страховою компанією, будуть спрямовані на відновлення кінотеатру.
13.11.2014 депутати Київради прийняли рішення, яким передали кінотеатр «Жовтень» в оренду ТОВ «Кіноман». За це рішення проголосував 81 депутат. Рішення було прийнято одноголосно всіма присутніми на засіданні зі «списочних» 120 депутатів. Рішення передбачало заборону приватизації кінотеатру і проведення ремонтно-відновлювальних робіт на будівлі за рахунок міського бюджету. При створенні проєкту реконструції ставилася вимога зберегти об'єм будівлі (це унеможливлювало надбудову), а також зберегти стилістичне рішення фасаду (конструктивізм) і функціональне призначення об'єкту (кінотеатр).
29.11.2014 було проведено Толоку — захід із прибирання кінотеатру, на який прийшло кілька сотень волонтерів. Головною метою активістів було привернення уваги громадськості до проблеми кінотеатру та консервування приміщення на зимовий період.
Учасники акції вимагали вжити негайних заходів для завершення прибирання погорілля і консервації будівлі на зимовий період; окремою статтею виділити кошти, необхідні для відновлення будівлі, яка є комунальною власністю; запропонувати колективу кінотеатру тимчасовий майданчик для творчої роботи; оперативно розробити і оприлюднити чіткий план дій, результатом яких має стати відкриття кінотеатру в жовтні 2015 року.
Серед вимог стояло також ефективне розслідування підпалу кінотеатру та притягнення винних до відповідальності.
На толоку кияни приходили цілими сім'ями. Він зазначив, що не очікував такої великої кількості бажаючих допомогти кінотеатру[9].
23 грудня 2014 року активісти громадської організації «Врятуй Жовтень!» спільно із Благодійним фондом «Відновимо разом» провели у приміщенні зруйнованого пожежею кінотеатру нараду з питань врятування будівлі. Головною метою заходу стало обговорення конкретних конструктивних кроків із запобігання подальшого руйнування будівлі кінотеатру, робота з дорожньою картою його відновлення. На нараді виступив к.т. н., доцент, архітектор, експерт з будівництва Артем Білик. Також на зустріч було запрошено депутатів Київради, Верховної Ради України, працівників КМДА, представників бізнесу, культури та суспільства, а також архітекторів, експертів з будівництва, прихильників «Жовтня» та представників ЗМІ. Під час заходу були роздані інформаційні матеріали. Задача активістів полягала у розтлумаченні депутатам Київради, в чому саме є небезпека Проєкту Рішення авторства Д. Гордона щодо присвоєння кінотеатру статусу пам'ятки та земельній ділянці навколо кінотеатру статусу скверу.

Зокрема, в буклеті було таке:
Проект рішення передбачає «створення скверу на земельній ділянці …між будинками № 26/10 по вулиці Костянтинівський та № 25 по вулиці Межигірський…». Таке формулювання є небезпечним, адже не виключає включення частини ділянки кінотеатру «Жовтня» до території скверу та створює правові перешкоди для належної експлуатації будинку кінотеатру.
Це призведе до погіршення умов функціювання кінотеатру в цілому, а також унеможливить проведення будівельних робіт під час реконструкції, встановлення будівельного крану, заїзд спецтехніки тощо, що нині є вкрай критичним.
Окрім обмеження функціювання кінотеатру, проєктом рішення порушуються численні норми земельного законодавства.
По-перше, у випадку ухвалення Рішення, частина ділянки Жовтня автоматично змінить цільове призначення, без згоди та відома користувача такої ділянки  — кінотеатру «Жовтень».
По-друге, Проєктом Рішення планується фактично припинити право «Жовтня» на використання наданої йому частини земельною ділянки, оскільки земельні ділянки зі статусом скверу вважаються землею загального користування (пункт «а» частини 4 статті 83 Земельного кодексу України).
Таким чином, проєкт рішення безпідставно та всупереч законному порядку припиняє право «Жовтня» на частину земельної ділянки, шляхом її включення до території скверу.
У запропонованій редакції за проєкт рішення можна голосувати виключно з міркувань знищення кінотеатру та недопущення його відновлення. Сквер може бути створений за умови, що його територія буде межувати з ділянкою кінотеатру «Жовтень», яка визначена державним актом, а не з будівлею кінотеатру.

Надання майновому комплексу «Жовтень» статусу пам'ятки місцевого значення сьогодні є виключно спробою штучно затягти процес його реконструкції. Відповідно до роз'яснень Міністерства культури, з працівниками якого ми консультувались, процес відновлення такого об'єкту буде суттєво відрізнятись та вимагатиме в рази більше бюджетних коштів та часу. Пропонуємо Вашій увазі ілюстрацію, що порівнює процеси відновлення об'єкту зі статусом пам'ятки та без нього. Вважаємо за раціональне надати статус пам'ятки культури кінотеатру «Жовтень» одразу по завершенню реконструкції та відновлення його функціювання.
27 грудня 2014 року депутатами Київради було прийнято рішення, основними пунктами якого були: надання земельній ділянці навколо кінотеатру статусу сквера та внесення приміщення «Жовтня» в державний реєстр нерухомих пам'ятників України як пам'ятки місцевого значення. Дане рішення було прийняте в першому читанні, згодом так і не було доопрацьовано.
Після публікації статті в газеті «Бульвар», в якій активісти руху «Врятуй Жовтень» Сергій Щелкунов та Зорян Кісь зазнали звинувачення у корупції, на початку 2015 року за ініціативи Серія Щелкунова відбулася зустріч активістів руху та представників депутата Д. Гордона. Модерувала зустріч Марина Соловйова, адвокат, активіст, голова громадської організації «Андріївсько-Пейзажна Ініціатива». Після проведеної зустрічі депутат Д. Гордон та його команда припинили публічно виявляти цікавість до долі кінотеатру.

### «Врятуй Жовтень»: благодійні заходи
З метою інформаційної підтримки та збору коштів було проведено наступні заходи:
13 лютого 2015 року було проведено першу вечірку у київському клубі «Мезонін» на підтримку кінотеатру «Жовтень, я тебе люблю». Було зібрано 5050 грн на відновлення будівлі.  
28 березня 2015 року відбувся благодійний концерт «Врятуй Жовтень»  в «Арт-клубі 44». Було зібрано 7070 грн.
21 та 28 квітня 2015 року відбулись благодійні вечірки компанії «MSFG Promotions» на базі клубу «Atlas», разом було зібрано 1280 грн.
24 травня 2015 року була проведена остання вечірка спільно з клубом «Atlas» — «ЖОВТЕНЬ, Я ТЕБЕ ЛЮБЛЮ vol.2» Організатори визнали, що співробітництво з майданчиком не
Починаючи з 26 лютого 2015 року спільно з компанією-дистриб'ютором «Артхаус Трафік», кінотеатром «CinemaCity» та Громадською Організацією «Врятуй Жовтень» було організовано благодійний кіноклуб «Врятуй Жовтень». 33,4 % від зібраних коштів спрямовуються в благодійний фонд реконструкції кінотеатру «Жовтень» «Відновимо разом».
6 квітня 2015 року розпочав діяльність благодійний проєкт авторських листівок «Cinema Postcards». Ініціатором проєкту виступив громадській активіст, дизайнер та співзасновник громадської організації «Врятуй Жовтень» — Сергій Клепик. Згідно із концепцією, різні ілюстратори та художники створюють набори поштових листівок, прибуток із реалізації яких спрямовується в благодійний фонд «Відновимо разом».

## Розслідування підпалу кінотеатру «Жовтень»
Справу двох звинувачуваних у підпалі кінотеатру «Жовтень» прокуратура Подільського району Києва передала до суду. Під час досудового розслідування було встановлено, що 29 жовтня 2014 року двоє студентів 20 та 24 років намагались зірвати показ кінострічки та закинули до приміщення кінотеатру файєри, що надалі призвело до пожежі всієї будівлі. Збитки від пожежі оцінюються у 7 млн грн.
1 листопада 2015 року голова МВС А. Аваков повідомив про затримання поліцією двох чоловіків, які здійснили підпал кінотеатру «Жовтень». За словами радника голови МВС А. Геращенка, вони своєю витівкою начебто хотіли продемонструвати негативне ставлення до фільмів ЛГБТ-тематики.
Підпалювачів було встановлено міру «домашній арешт». Згодом прокуратура перекваліфікувала кримінальну справу зі «знищення майна шляхом підпалу» на «хуліганство й незаконне зберігання зброї та бойових припасів». Свою провину підозрювані визнають повністю. Наразі йде судовий процес у Голосіївському районному суді столиці.
Звинувачувані — студенти історичного факультету Київського національного університету ім. Тараса Шевченка — Роман Портянко (24 роки) та Олег Рибальченко (20 років). Також у мережі Інтернет можна зустріти інформацію щодо причетності звинувачуваних до ультраправої організації «Реванш».
23 лютого 2015 року Українська Гельсінська спілка з прав людини разом із представниками ТОВ «Кіноман», ГО «Врятуй Жовтень» та Центру «Соціальна Дія» провели пресконференція, на якій вказали на численні порушення та недоліки з боку дії правоохоронців в ході розслідування підпалу кінотеатру «Жовтень» та особливості кваліфікації злочинів на ґрунті ненависті в український практиці.
Сергій Щелкунов, який вів текстові трансляції більшості судових засідань по справі паліїв «Жовтня», отримував погрози з боку адвоката одного з паліїв — Сергія Лапутько безпосередньо в залі суду.
В березні 2015 року прокуратурою м. Києва за фактом умисного підпалу невідомими особами приміщення кінотеатру розпочато кримінальне провадження за ознаками кримінального правопорушення, передбаченого ч. 2 ст. 194 КК України, яке направлено до слідчого відділу Подільського РУ ГУ МВС України в м. Києві для проведення розслідування.

## Благодійний фонд «Відновимо разом»
За ініціативи мера м. Києва В.Кличка створено благодійну організацію «Благодійний фонд підтримки кінотеатру „Відновимо разом“» для реставрації кінотеатру «Жовтень». Відповідна пропозиція була схвалена одноголосно депутатами Київради під час зібрання в Колонній залі Київміськадміністрації. На засіданні розглядалося питання про якнайшвидшу реставрацію «Жовтня», приміщення котрого постраждало від пожежі. Сьогодні головною метою фонду є збір коштів на відновлення роботи кінотеатру як закладу культури. Очолює фонд директор кінотеатру Людмила Горделадзе.
Членами наглядової ради благодійної організації «Благодійний фонд підтримки кінотеатру „Відновимо разом“» стали: Антельм Відо (програмний директор Одеського кінофестивалю), Денис Іванов (генеральний директор дистриб'юторської компанії «Артхаус Трафік»), Пилип Іллєнко (голова Державного агентства України з питань кіно), Іван Козленко (генеральний директор Національного центру Олександра Довженка), Валентин Мондрієвський (т.в.о. голови Подільської райдержадміністрації, депутат Київської міської ради), Євген Нищук (актор театру та кіно, заслужений артист України, політичний діяч), Ганна Старостенко (заступник голови Київської міської адміністрації), Сергій Щелкунов (громадський активіст, координатор ГО «Врятуй Жовтень!»), Олесь Янчук (генеральний директор кіностудії ім. О. Довженка, режисер, продюсер, сценарист, народний артист України). Голова наглядової ради Фонду — Ганна Старостенко.
З березня 2015 року Благодійним фондом «Відновимо разом» у партнерстві з київськими кінотеатрами розпочата акція збору благодійних  внесків на користь Фонду через каси кінотеатрів. Благодійник отримує «чек» — документ  на кшталт кіноквитка, який є запрошенням на сеанси в оновлений «Жовтень» і засвідчує право на знижку.  Дана акція з її форматом збору благодійних внесків є новою для України — жодна благодійна організація до цього часу не мала такого досвіду.
До акції приєдналися кінотеатри: мережі «Київкінофільм» («Братислава», «Загреб», «Київська Русь», «Кінотеатр ім. Т. Шевченка», «Лейпциг», «Ленінград», «Ліра» та «Флоренція»), мережі «Мультиплекс» («Мультиплекс» в ТРЦ «Блокбастер», ТРЦ «Проспект», ТРЦ «Караван» та ТРЦ «Комод»), мережі «Оскар» («Оскар» в ТРЦ Dream Town та в ТРЦ Gulliver) та кінотеатр «Kronverk Cinema» (ТРЦ Sky Mall).
В червні 2015 року стартував проєкт «Меценатське крісло»[10][11][12][13], згідно умов якого, благодійник, здійснивши внесок фіксованої суми, отримує право на розміщення індивідуальної таблички на глядацькому кріслі з власним ім'ям або іншим написом за домовленістю з організаторами проєкту. Дотепер кожен, хто хоче підтримати кінотеатр, може стати учасником акції «Меценатське крісло».

## Спір навколо оренди приміщення кінотеатру
Департамент комунальної власності м. Києва та КМДА впродовж багатьох років робили спроби звільнити приміщення кінотеатру, що є комунальною власністю, від орендаря [14][15][16]. 13 листопада 2014 року рішенням Київської міської ради кінотеатр «Жовтень» був переданий в оренду товариству «Кіноман» на нових умовах (орендна ставка — 3 % від вартості майна, визначеної експертним шляхом, а сама плата буде проводитись з моменту поновлення роботи кінотеатру; строк дії договору — до 1 квітня 2020 року).

## Довідка: архітектура

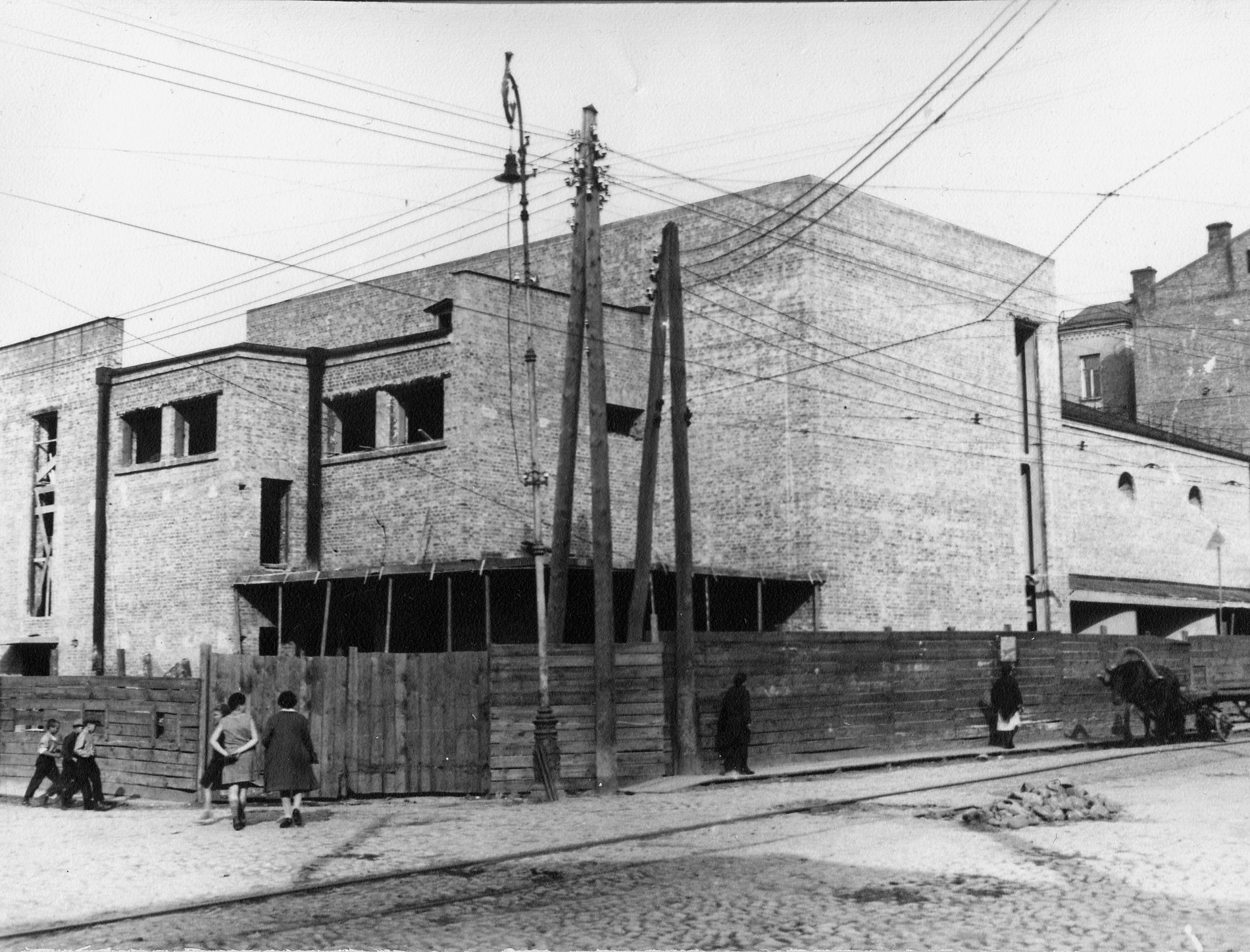
Кінотеатр «Жовтень», 1929 р.

Будівля кінотеатру «Жовтень» від початку повністю відповідала духу радянського часу та була побудована у стилі конструктивізму, що був дуже популярним у 1920—1930 рр. XX ст. Основною рисою цього стилю вважається економність та простота кожної форми, наявність цікавих та незвичних геометричних фігур або ліній. Цей стиль архітектури спричинив справжній «бум», наслідки якого й досі відстежуються в багатьох містах колишнього Радянського Союзу.
Ще до виділення ділянки під будівництво у 1928 році було проведено всесоюзний конкурс на проєктування культурного закладу. Перемогу здобув Ной Троцький. Іменитий ленінградський архітектор запропонував досить типовий на той час проєкт для радянського кіно — передбачалася наявність фоє, читальні, приміщень для культурних розваг. Проєкт-переможець було пристосовано до конкретної земельної ділянки відомим київським архітектором Валеріаном Риковим. Він працював консультантом з будівництва і ремонту кінотеатрів Українфільму (1925-30 рр.), його авторству належать київська кінофабрика ВУФКУ (сьогодні Кіностудія художніх фільмів ім. О. П. Довженка), лікарня «Товариства сестер-плакальниць „Червоного Хреста“» (сьогодні Інститут кардіології ім. академіка М. Д. Стражеска), синагога на Щекавицькій.
Будівництво розпочалося у 1929 році.  На той час це був єдиний кінотеатр, що мав окрему будівлю та свою земельну ділянку, об'єм кінотеатру становив 10,217 м³, а вартість побудови — 312 600 рублів. Зала мала 680 місць, було 5 фоє на площі 408 м². У підвалі було обладнано тир.

Сама ділянка землі спершу належала відомому київському підприємцю Якову Каплеру (батьку відомого радянського кінодраматурга та ведучого телепрограми «Кінопанорама» Олексія Каплера). На її території було розташовано його садибу та дерев'яні магазинчики. На момент відкриття кінотеатру Яків разом з родиною вже мешкав в Петербурзі.

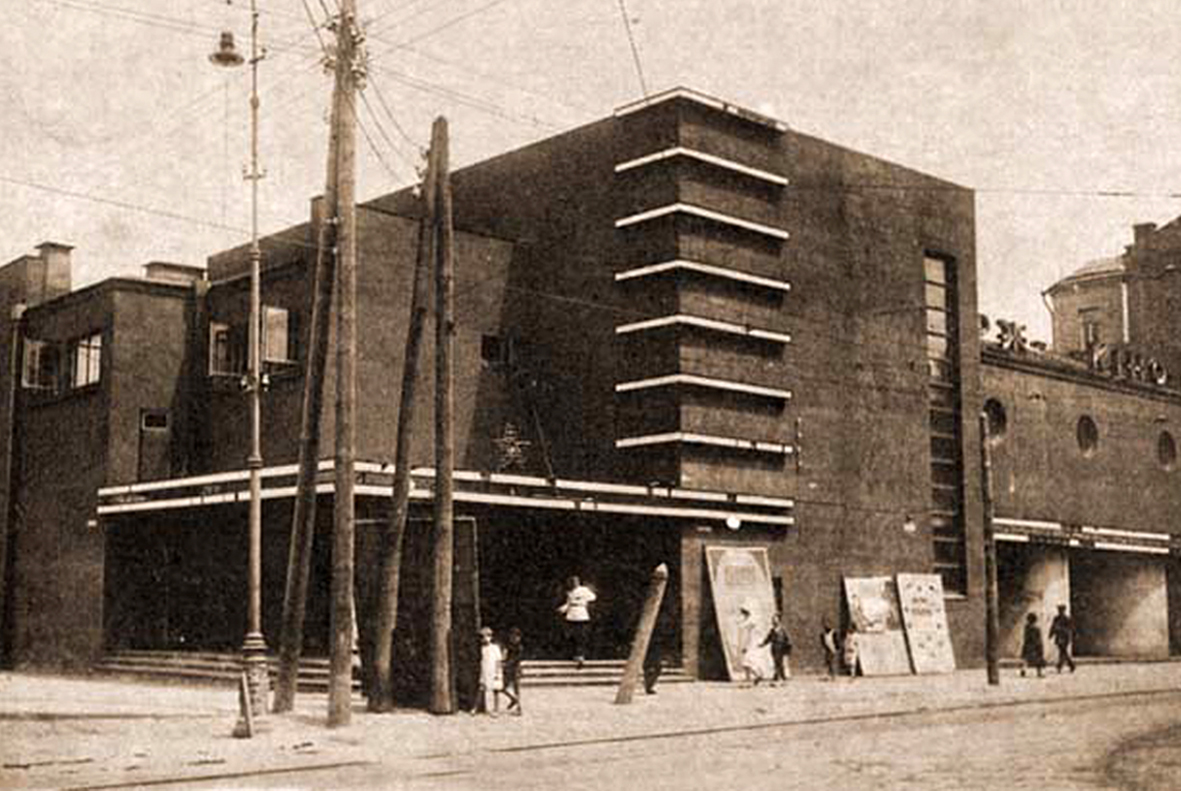
Кінотеатр «Жовтень», 1931 р.

Кінотеатр «Жовтень» неодноразово було реконструйовано. Оновлювалось не лише технічне обладнання, сама будівля змінювалась кілька разів.
Після переведення у 1934 році столиці УСРР з Харкова до Києва окремі конструктивістські будинки почали реконструювати, зокрема і «Жовтень», як типовий зразок цього напряму архітектури.  Кінотеатр  був перебудований у 1934—1936 рр. за проєктом архітектора С. Бабулевича.
У 1951 році кінотеатр було капітально відремонтовано з оновленням меблів та переобладнанням фоє. Приміщення оздобили ліпними карнизами та фризами, характерними для архітектури 1950-х рр. Зала «Жовтня» вміщала 783 глядачі.
До 25-річчя кінотеатру, що відзначалося 8 листопада 1955-го, залу «Жовтня» вперше в Україні було обладнано для показу широкоекранних фільмів.
У 1960 році в «Жовтні» побудували додаткову кінозалу на 300 місць. У фоє встановили спеціальні кінопроєктори, які дозволяли демонструвати кіноролики та кіножурнали за будь-якого освітлення. Двозальний «Жовтень» давав можливість глядачам кожного тижня дивитися нові фільми, а також брати участь у культурних подіях.

У 1988 році проєктне бюро Міністерства культури розробило проєкт реконструкції кінотеатру з відновленням первісних (конструктивістських) архітектурних форм кінця 1920-х рр. (архітектор Е. Гончаренко).

Кінотеатр «Жовтень», 1946 р.

У 1989 році фасади були розчищені від «класичного» декорування, проте, на жаль, не всі автентичні елементи було відновлено. Зокрема, не зберігся  вертикальний ряд декоративних карнизиків-скоб на гострому куті наріжжя.
Будівля кінотеатру прямокутна в плані з напівциркульним виступом на східному фасаді, 2-поверхова, цегляна, потинькована цементним тиньком, покрівля комбінована: частково пласка, частково скатна. Планування приміщень зально-коридорне. Складається з трьох зблокованих під прямим кутом об'ємів різної поверховості. Головні фасади виходять на вулиці Костянтинівську та Щекавицьку. Об'єм по лінії Костянтинівської вулиці двоповерховий, нижчий за кутовий. На рівні першого поверху — прямокутні дверні прорізи, облямовані наличниками. Над широкими пілонами, що виступають — карнизна плита широкого виносу. На рівні другого поверху — чотири круглі вікна.
Другий двоповерховий об'єм наріжний, наріжна частина западна. Його виведено на один рівень з прямокутною частиною з боку Костянтинівської вулиці, що відрізняється від автентичного архітектурного рішення, побудованого не тільки на поєднанні різних об'ємів, але й на перепаді висот. Парадний вхід підкреслено широкою плитою піддашка. До вхідної групи ведуть невисокі сходи. На стінах наріжного об'єму виділяються два вертикальні стрічкові вікна. Рядові вікні обох поверхів прямокутні, зменшеного розміру, заглиблені в площину стіни (відрізняються від автентичних 1930-х рр.). Заповнення вікон не автентичне. Торець об'єму з боку Щекавицької вулиці завершується напівциркульним виступом з вікнами на другому поверсі. Прямокутні віконні прорізи без наличників мають цікаве тристулкове заповнення, втім, рами також не автентичні. З боку двору до наріжного об'єму і до напівциркульного виступу прилягає двоповерховий підвищений об'єм з двосхилим дахом, прибудований у 1960 році. На фасаді виконано прямокутний в плані еркер з круглими вікнами, що повторює вікна первісної частини по вулиці Костянтинівській.
До моменту пожежі, що зруйнувала кінотеатр, «Жовтень» мав 6 зал, що налічували 737 глядацьких місць.
Відновленням та дизайном інтер'єру кінотеатру після пожежі займається проєктне бюро «АІММ-ГРУП»[1].

## Довідка: історія
Перший кінозал з'явився в Києві ще в 1906 році, а з встановленням «влади рад» в 1920-і роки кінотеатри тільки поміняли назву — «Перше Держкіно», «Друге Держкіно» … — і так вісім. А «Дев'яте …» стало першим кінотеатром радянської споруди і першим — в окремому будинку. До революції невеликі кінозали розміщувалися на перших поверхах житлових будинків.
Будівельні роботи велися у 1929—1930 рр. підприємством «Пайбуд» («Пайстрой»). На будівництво було витрачено 312 600 рублів. Загальна площа кінотеатру становила 408 м², він був розрахований на 680 місць, тут розташовувалося 5 фоє.
Розташовано кінотеатр на Подолі, у кварталі, обмеженому вулицями Костянтинівською, Межигірською, Щекавицькою та Ярославською. Будівля кінотеатру була зведена на розі тогочасних вулиць Шолом-Алейхема та Щекавицької, поруч (нині) з одним із корпусів КДІТМ ім. Карпенко-Карого.
Спочатку в кінотеатрі «Жовтень» планували демонструвати німе кіно, яким і був фільм-відкриття «Гегемон». Виробництво фільму належало Київській кінофабриці, і, як зазначалося у його рекламі, це було кіно про «соціалістичне ставлення до праці». Сценарист і режисер фільму — Микола Шпиківський.
Перше згадування про діючий кінотеатр «Жовтень» (тоді — «Дев'яте Держкіно») у пресі датується наступним після урочистого відкриття днем, 30 січня 1931 року. На подію відгукнулася газета «Пролетарська правда». Стаття називалася «Перемога на культурному фронті», у ній театрові пророчили долю «лабораторії пролетарської культури», і не дарма. Цікаво, що сюди люди приходили не лишень дивитися кіно. Перед кіносеансами глядачі в одному фоє могли скористатися бібліотекою, в іншому — насолодитися настільними іграми (шахами, шашками, доміно). Функціонував навіть стрілецький тир, адже кінотеатр виконував ще й важливе на той час ідеологічне завдання «бути організатором волі пролетаріату до будівництва соціалізму», а отже вміння поводитися зі зброєю було зовсім не зайвим.
Технічне обладнання кінотеатру своєчасно оновлювалось. Якщо першим фільмом у ньому було німе кіно, то зовсім скоро «Жовтень» відзначився звуковими фільмами, пізніше став широкоекранним, а згодом і широкоформатним кінотеатром.
Але вже в наступному після відкриття році кінотеатр потроху потрапляє в опалу. Виною тому — сміливий архітектурний стиль конструктивізм, єдиний, до речі, що прийшов в подальшому з СРСР в Західну Європу, а не навпаки. У 1932 році архітекторам наказали «згадати про історичні витоки архітектури» — так розпочалася епоха сталінського ампіру. Головним об'єктом нападок критиків стало те, що багатший (архітектурно) фасад будівлі звернений усередину кварталу, а оформлення з боку вулиці Костянтинівській гранично лаконічно.

### «Жовтень» повоєнного періоду
У книзі А. Кузнєцова «Бабин Яр» зазначається, що хоча кінотеатр і функціонував у часи німецької окупації Києва, та після встановлення у місті радянської влади, від будівлі насправді залишилися лише голі стіни: і обладнання, і меблі зникли.
В 1943 році директором кінотеатру призначили С. Гончаренка, з квітня 1944 року кінотеатр очолив С. Шкрабов. При ньому було проведено ремонт — новими кріслами обладнали залу на 763 місця, приміщення оздобили пишними ліпними карнизами та фризами, впровадили попередній продаж квитків за колективними замовленням. У 1952—1980 рр. директором «Жовтня» був С. Чичко. На його каденцію випав 25-річний ювілей кінотеатру. До річниці культурний заклад обладнали широким екраном. А в 1961 році добудували другу залу на 300 місць. Останнім директором кінотеатру в ХХ сторіччі стала Т. Пихтіна.
При реконструкції 1945—1952 років будівлю, що постраждала під час війни, дещо перебудували. З'явилися елементи сталінського ампіру: колони, розвинені карнизи. У 1955 році в «Жовтні» обладнали перший в Україні зал для широкоекранних фільмів,— у той час вони переживали такий самий бум, як ще нещодавно формат 3D.
Наступну реконструкцію кінотеатр пережив в кінці 1980-х — на той час вже сталінський ампір був у немилості, і будівлі повернули первісний конструктивістський вигляд.

### «Жовтень» у 1990-ті
У 1990 році завершено капітальний ремонт, проведено заміну меблів та обладнання. Утім, в 1990-ті роки кіно в «Жовтні» не було зовсім. Зате в нічному клубі «Аль Капоне» проводив свої легендарні джазові вечори Олексій Коган. Повернулися кіномани в перший київський палац кінематографа лише в 2000-му.
В 2000 році місце директора посіла Людмила Борисівна Горделадзе. Кінотеатр для Людмили Борисівни став справою життя, що позначилося і на його місці в культурному житті сучасного Києва.

## Критика
У 2006 році, під час запровадження обов'язкового українського дубляжу, директор «Жовтня» Людмила Горделадзе виступала проти впровадження україномовного дубляжу заявивши, що вона особисто пересвідчилася у 2006 році, що після запровадження українського дубляжу «прибутки кінотеатру від україномовних фільмів менші, ніж були б, якби ці ж фільми показували російською» та стверджувала нібито «пересічний глядач не піде на фільми з українським перекладом — принаймні масово». Згодом у 2007 році Горделадзе дещо видозмінила свої погляди на україномовний дубляж, й як керівник Кінотеатру Жовтень була серед представників кінотеатрів, які підписала меморандум між Держкіно та представниками кіноіндустрії, який окреслював шляхи пошуку компромісу між Держкіно та українською кіноіндустрією по поступовому впровадженню українського дубляжу в кінопрокаті. Ще пізніше, у 2011 році Горделадзе дещо змінила свою позицію та заявила, нібито вона «завжди була за дублювання українською, але для архтаузу це дійсно дорого. Тому ми боролися за те, щоб артхаузне кіно завозили з Росії (російською мовою відповідно) і демонстрували з українськими субтитрами».